# James Manor
James Gilmore Manor (* 21. April 1945) ist ein US-amerikanischer Politikwissenschaftler.

## Leben
Er erwarb 1967 den BA an der Yale University und 1975 den DPhil an der University of Sussex. Er ist emeritierter Emeka Anyaoku-Professor für Commonwealth-Studien an der School of Advanced Study der University of London.
Seine Forschungsschwerpunkte sind Politik, Entwicklung und Staat-Gesellschafts-Beziehungen in weniger entwickelten Ländern; zeitgenössisches Südasien (insbesondere Indien); Dezentralisierung; Wahlen; Politiker, politische Institutionen und Armut.

## Schriften (Auswahl)
- The expedient utopian: Bandaranaike and Ceylon. Cambridge 1989, ISBN 0-521-37191-0.
- Power, poverty, and poison. Disaster and response in an Indian city. New Delhi 1993, ISBN 0-8039-9466-4.
- mit Richard C. Crook: Democracy and decentralisation in South Asia and West Africa. Participation, accountability and performance. Cambridge 1998, ISBN 0-521-63647-7.
- mit Rob Jenkins: Politics and the right to work. India’s National Rural Employment Guarantee Act. Hyderabad 2017, ISBN 978-93-86296-77-1.